# جيري ميتشيل
جيري ميتشيل (بالإنجليزية: Jerry Mitchell)‏ هو مدير موسيقي ومخرج أمريكي، ولد في 15 يناير 1960 في باو باو في الولايات المتحدة.

## وصلات خارجية
- جيري ميتشيل على موقع IMDb (الإنجليزية)
- جيري ميتشيل على موقع قاعدة بيانات برودواي على الإنترنت (الإنجليزية)
- جيري ميتشيل على موقع قاعدة بيانات الفيلم (الإنجليزية)